# Лавров Андрій Іванович
Андрій Іванович Лавров (рос. Андрей Иванович Лавров, 26 березня 1962) — видатний радянський та російський гандболіст (воротар). Перший в історії Олімпійських ігор триразовий чемпіон з гандболу. У 2000 році Міжнародна федерація гандболу визнала Лаврова третім гандболістом світу у XX столітті. 

## Клубна кар’єра
- СКІФ (1978-1992)
- Кайзерслаутерн (1992-1993)
- Ліврі-Гарган (1993-1994)
- Іврі-сюр-Сен (1994-1996)
- Нідервурцбах (1996-1999)
- Загреб (1999-2001)
- СКІФ (2001-2002)
- Неттельштедт-Люббекке (2002-2004)
- Райн-Неккар Льовен (2004)
- Мельзунген (2004-2005)

1. ↑  Olympedia — 2006.